# Rio Itajaí do Sul
O rio Itajaí do Sul é um curso de água que banha a cidade de Ituporanga, nasce em Alfredo Wagner - SC, no estado de Santa Catarina, Brasil.Sua nascente fica praticamente no centro da cidade, numa propriedade privada!

## Topônimo
O nome "Itajaí" é de origem tupi e significa "água do senhor da pedra", através da junção dos termos itá ("pedra"), îara ("senhor") e  'y  ("água").

## Descrição
Corre no sentido sudeste-noroeste até encontrar-se com o rio Itajaí do Oeste, na cidade de Rio do Sul, para constituir o rio Itajaí-Açu.